# 네온 박물관
네온 박물관(폴란드어: Muzeum Neonów)은 폴란드 바르샤바에 있는 박물관이다. 제2차 세계 대전 이후에 제작된 폴란드와 동구권의 네온 광고를 기록하고 소장한다. 폴란드 최초의 네온 사인 박물관이며 세계에서 몇 안 되는 네온 사인 박물관 중 하나다.